# 嘉利美商
嘉利美商(集團)有限公司（除牌當時為0704.HK），曾是香港交易所上市，主要業務為生產及銷售金屬及家居產品。是在1991年上市。
而在2008年，出售生產及銷售金屬產品，轉移生產煤炭能源。而在股東大會通過後，現時為和嘉資源至今。

## 連結
- 嘉利美商（页面存档备份，存于）